# Amur oblast
Amur är ett oblast i sydöstra Ryssland med en yta på 363 700 km² och cirka 820 000 invånare, och har namn efter floden Amur som i syd bildar gräns mot Kina och vars bifloder Zeja och Bureja genomkorsar oblastet. I norr bildar Stanovojbergen gräns mot Jakutien (republiken Sacha), i väst gränsas till oblastet Tjita och i öst till Chabarovsk kraj. Huvudstad i oblastet Amur är Blagovesjtjensk, och andra stora städer är Belogorsk och Svobodnyj.
Amur oblast bildades den 20 oktober 1932.

## Guvernörer
- 1991 — Albert Krivchenko
- 1993 — Alexander Surat
- 1993 — Vladimir Polevanov
- 1994 — Vladimir Dyachenko
- 1996 — Yuriy Lyashko
- 1997 — Anatolij Belonogov
- 2001 — Leonid Korotkov
- 2007 — Nikolaj Kolesov
- 2008 — Oleg Kozhemyako
- 2015 — Alexander Kozlov
- 2018 — Vasilij Orlov